# Drosophila dunni
Drosophila dunni är en tvåvingeart som beskrevs av Townsend och Wheeler 1955. Drosophila dunni ingår i släktet Drosophila och familjen daggflugor.
Artens utbredningsområde är Västindien.